# Lista de episódios de Louca Família
A sitcom brasileira Louca Família teve seu episódio piloto exibido pela primeira vez em 20 de Dezembro de 2007, e seu segundo Piloto em 22 de Dezembro de 2008 mas só entrou para a grade de programação fixa da Rede Record, no ano seguinte. Teve um total de 16 episódios.

## Episódios

### Episódios Pilotos (2007)
| # | Título do episódio          | Direção | Roteiro | Participações especiais | Exibição original      |
| --- | --------------------------- | ------- | ------- | ----------------------- | ---------------------- |
| 1 | "Especial de Natal de 2007" | ASA     | ASA     | ASA                     | 20 de Dezembro de 2007 |
| A véspera do Natal teria tudo para ser igual à de todos os outros anos: Argélia (Denise Del Vecchio), cozinhando; seu marido, o aposentado Egídio (Rogério Fróes), vendo futebol na tevê; a empregada Cleonice (Cristina Pereira) com sua obsessão pelas coisas nos lugares certos e Tola (Tom Cavalcante), homem feito, filho único de Argélia e Egígio, malandro e folgado, que vive só de apliques e cujo nome verdadeiro, Jessildo Vicente, somente a mãe profere. Porém, tudo começa a mudar quando Devair (André Mattos), o afilhado viciado em jogatina, juntamente com a inocente esposa Alcina (Angelina Muniz) e as filhas – a convencida Rita (Karina Bacchi) e a insegura Soraia (Natália Rodrigues) – e até o namorado de uma delas, Zito (André Segatti), resolvem vir de mudança do interior para passar alguns dias na casa dos padrinhos. A chegada dos visitantes coincide com mais uma confusão armada pelo irreverente Tola, que, desta vez, sob a ameaça de perder algo que lhe é caro, se vê obrigado a lançar mão até uma inesperada noiva, Beth Lollipop, muito mais do que sua alma gêmea. |                             |         |         |                         |                        |
| 2 | "Especial de Natal de 2008" | ASA     | ASA     | ASA                     | 22 de Dezembro de 2008 |

### 1ª Temporada (2009)
O Programa entrou para Grade de Programação da Rede Record, e começou a ser exibido aos Domingos, às 23:00. 
| # | Título do episódio         | Direção | Roteiro | Participações especiais                            | Exibição original |
| --- | -------------------------- | ------- | ------- | -------------------------------------------------- | ----------------- |
| 1 | "De olho na Poupança Dela" | ASA     | ASA     | ASA                                                | 2 de Maio de 2009 |
| (Contém Spoilers)Toninho inventa um novo equipamento para os Empreendimentos Pin-Ton. Anete está tentando encontrar um namorado em uma rede de encontros pela Internet. Toninho não pode lançar o novo produto, pela falta de dinheiro, então Toninho e Gigi pedem para Anete entregar-lhes o seu dinheiro da poupança, mas ela nega falando que o dinheiro será usado para o seu casamento com o "Lord" da Inglaterra, que ela se relacionou pela Internet. Zero conta a Tola que ele é o Lord, e que ele se passava por Lord na Internet. Para conseguirem o dinheiro da poupança de Anete, Tola e Zero armam um plano. Tola vai embora dizendo que irá fazer uma pesquisa, e volta disfarçado com um disfarce semelhante ao de Elton John, como é mencionado no episódio. Depois de um envolvimento de briga entre o "Lord" e Zero", os integrantes da Família chegam e vêm uma cena e interpretam errado, então eles dizem que o Lord era um "Boiolord", como foi mencionado no episódio. O "Lord vai embora, e então depois de um tempo Tola chega de volta em casa. Desesperados, a Família tenta convencer Anete a entregar-lhes o dinheiro da poupança, alegando que o dinheiro não lhe trazia felicidade. Quando Anete foi buscar o dinheiro, Toninho continua falando com a família e demonstra seu novo invento, apertando um botão o uma explosão aparece, seguida de uma fumaça, e Anete explica que o dinheiro foi queimado, já que estava no forno, lugar onde explodiu.                                                                                            |                            |         |         |                                                    |                   |
| 2 | "Não Basta ser Pai..."     | ASA     | ASA     | Carla Fioroni, Adriana Ferrari e Carlos Capeletti. | 9 de Maio de 2009 |
| Tola (Tom Cavalcante) descobre uma nova fórmula para tirar dinheiro da ala masculina: um local privilegiado para observar Suzi (Karina Bacchi), tomando banho de sol na piscina do prédio vizinho. Visando grana fácil, o malandro passa a cobrar ingresso dos marmanjos dispostos a apreciar a moça de topless. Ao saber da ideia do filho, Toninho (André Mattos) decide que a Empreendimentos Pin-Ton será responsável pela comercialização dos espaços na torre de observação. Para o negócio prosperar, o empresário decide reformar a piscina do prédio e contrata Camilo, um encanador muito eficiente. O que Toninho não esperava era que Camilo (Carlos Capeletti), o tal encanador, fosse um ex-namorado de sua esposa Gigi (Angelina Muniz). Ao reencontrar Gigi, Camilo fica emocionado e os dois começam a relembrar o passado. Neste momento, Tola entra na sala e é apresentado ao encanador, que fica com a pulga atrás da orelha, desconfiando ser o verdadeiro pai do jovem. Depois de muitas confusões, todos os envolvidos no caso decidem fazer um exame de DNA, para colocarem um ponto final nas dúvidas. Será que Tola é mesmo filho do encanador? |                            |         |         |                                                    |                   |
| 3 | "Barracos de Família"      | ASA     | ASA     | Carla Fioroni, Adriana Ferrari e Carlos Capeletti. | 2009              |
| A família Pinheiro está na miséria e todos os bens foram confiscados, inclusive os cartões de crédito de Gigi (Angelina Muniz) e Dina (Ticiane Pinheiro), além da mesada de Tola (Tom Cavalcante). Tola, inconformado em perder sua grana fácil, conta para a mãe sobre a crise, deixando-a furiosa. Atordoada, ela parte para cima do marido para cobrar explicações. Porém, Toninho está irredutível em sua decisão e a casa se transforma em um verdadeiro campo de batalha. De um lado, Toninho e seu fiel escudeiro Ivonaldo (David Cardoso Jr.) tentam tomar as rédeas dos gastos. Do outro, Gigi comanda um exércio formado por Tola, Dina, Zero (Dado Dolabella) e Anete (Maíra Charken). Todos indignados com os cortes de gastos. A guerra começa e os soldados de Gigi terão que resistir à pressão do inimigo Toninho, que confiscou até comida e bebida do grupo adversário. É neste momento que Zero chega com um recorte de jornal mostrando uma notícia que vai cair como uma bomba para os dois lados. O juiz de paz que celebrou o casamento de Gigi e Toninho na verdade é um charlatão. Sendo assim, a união do casal nunca existiu oficialmente. Abalado com a notícia, Toninho tenta reconquistar a esposa. Mas, diante da recusa da mesma, acaba pedindo a cunhada Anete em casamento. A moça, louca para casar, aceita o pedido e muda para o lado de Toninho, provocando o ciúme incontrolável de Gigi. Diante deste barraco de família, entra em cena uma especialista no assunto: a psicóloga Tininha Bordoada, que leva o caso para um programa de TV. |                            |         |         |                                                    |                   |
| 4 | "Casal Love 3009"          | ASA     | ASA     | Carla Fioroni, Adriana Ferrari e Carlos Capeletti. | 2009              |
| Eumário (Mario Gomes), dono do Motel do Cabo, precisa alavancar seus negócios que andam de mal a pior. Para isso entra em contato com Dr. Toninho (André Mattos) e sugere uma parceria com a Empreendimentos Pin-Ton, propondo divisão de lucros caso sua empresa seja um sucesso. Prevendo uma grande oportunidade de tirar a Pin-Ton da falência, Toninho aceita a proposta de Eumário e assume a estratégia de marketing do tal motel. A primeira providência é a contratação de três recepcionistas sensuais para atrair clientes. Eumário acha a ideia sensacional e deixa tudo nas mãos de Toninho. O grande problema é que nenhuma mulher aceita assumir a função. Desesperado, Toninho é obrigado a recorrer ao time masculino da casa, prometendo aos marmanjos um ano de motel grátis. Empolgados, Tola (Tom Cavalcante), Zero (Dado Dolabella) e Ivonaldo (David Cardoso Jr) topam ajudá-lo na hora. Para isso, os "machões" devem se transformar em lindas mulheres. É neste momento que Tola vira Guilhermina Frederica, Zero se transforma em Josefina Roberta e Ivonaldo passa a ser Ivonalda. A missão das três novas "beldades" do pedaço é seduzir Eumário e tirar muita grana dele. Porém, o interesse do dono do motel é outro: fazer um "teste" especial com as garotas. |                            |         |         |                                                    |                   |
| 5 | "O Rei está aí na Porta"   | ASA     | ASA     | Carla Fioroni, Adriana Ferrari e Carlos Capeletti. | 2009              |
| Neste episódio os integrantes da família mais maluca do Brasil recebem uma visita especial: o cantor Roberto Carlos, vivido por Tom Cavalcante. A Empreendimentos Pin-ton está promovendo um grande evento: a Expocountry Pin-Ton, com presença confirmadíssima do rei Roberto Carlos. Para que isso aconteça, o empresário do cantor, Dody (Iran Malfitano), anuncia que ele deverá ficar hospedado na casa dos Pinheiro. A notícia causa uma histeria nas mulheres da família. Todas querem se aproximar do ídolo. Porém, a chegada de um "Roberto Carlos" diferente deixa muita gente com a pulga atrás da orelha. Será este o verdadeiro Roberto? Como a confusão será desfeita? O episódio conta com participações especiais de Iran Malfitano, como Dody, e Nina de Pádua no papel de Rose, prima de Dr. Toninho. |                            |         |         |                                                    |                   |